# Солопов, Владимир Алексеевич
Владимир Алексеевич Солопов (27 августа 1925, Белая Калитва, Ростовская область — 9 августа 2015, Ярославль) — советский и российский актёр, народный артист РСФСР (1967).

## Биография
Родился 5 октября 1925 года в городе Белая Калитва Ростовской области.
Карьеру актёра начал в Ростове-на-Дону, работал в театре драмы, в театре оперетты, шпрехшталмейстером в цирке, конферансье в эстрадном оркестре Эдди Рознера.
Из Ростовского театра его пригласил в Воронежский театр драмы Фирс Шишигин. Спустя несколько лет, в 1961 году, по его же приглашению Владимир Алексеевич влился в труппу Театра драмы имени Фёдора Волкова в Ярославле, и играл там до конца дней своих.
С 1962 года преподавал в Ярославском театральном училище (ныне Ярославский государственный театральный институт).
Скончался 9 августа 2015 года в Ярославле. Похоронен на Леонтьевском кладбище .

## Роли в театре

### Воронежский театр драмы
- «Собака на сене» Лопе де Вега. Режиссёр: Фирс Шишигин — Теодоро[2]
- «На дне» Максима Горького. Режиссёр: Фирс Шишигин — Барон
- «Горе от ума» А. С. Грибоедова. Режиссёр: Фирс Шишигин — Чацкий
- «Чайка» А. П. Чехова. Режиссёр: Фирс Шишигин — Тригорин

### Ярославский театр драмы имени Волкова
- 2007 — «Соло для часов с боем» Заградника. Режиссёр: Анатолий Бейрак — Франтишек Абель[3]
- 2014 — «О странностях любви» Уильямса. Режиссёр: Елена Оленина — старик[4].

## Роли в кино
- 1959 — Золотой эшелон — белый офицер
- 1967 — Пароль не нужен — Кирилл Николаевич Гиацинтов, начальник контрразведки
- 1981 — Встреча у высоких снегов — эпизод

## Признание и награды
- Заслуженный артист РСФСР (1958)
- Народный артист РСФСР (1967)[1]

Награды:
- орден Трудового Красного Знамени,
- орден Дружбы (2000) — за многолетнюю плодотворную работу в области театрального искусства и в связи с 250-летием театра[5],
- орден «За заслуги перед Отечеством» IV степени (2005) — за большой вклад в развитие отечественной культуры и искусства, многолетнюю творческую деятельность[6],
- Медаль «В ознаменование 100-летия со дня рождения Владимира Ильича Ленина»,
- медаль «За трудовое отличие» и др.

Премии и дипломы:
- премия А. Папанова за исполнение роли Фомы в спектакле «Фома» Ф. Достоевского на Всероссийском фестивале «Русская комедия»,
- областные премии за исполнение ролей Репнина («Посольский дневник» С. Дангулова), Фомы («Фома» Ф. Достоевского), Крутицкого («На всякого мудреца довольно простоты» А. Островского), Глостера («Король Лир» В. Шекспира), Звездинцева («Спириты» Л. Толстого),
- областная премия «За высокое служение театру и развитие традиций Фёдора Волкова»,
- диплом I степени за исполнение роли Глумова в спектакле «На всякого мудреца довольно простоты» А. Островского на Всероссийском смотре, посвящённом юбилею великого драматурга.